# Actinopus nattereri
Espèce
Synonymes
- Pachyloscelis nattereri Ausserer, 1871

Actinopus nattereri est une espèce d'araignées mygalomorphes de la famille des Actinopodidae.

## Distribution
Cette espèce est endémique de l'État d'Amazonas au Brésil,.

## Description
Le mâle décrit par Miglio, Pérez-Miles et Bonaldo en 2020 mesure 13,38 mm et la femelle 22,42 mm
La femelle décrite par Dupérré et Tapia en 2025 mesure 13,71 mm.

## Systématique et taxinomie
Cette espèce a été décrite sous le protonyme Pachyloscelis nattereri par Ausserer en 1871. Elle est placée dans le genre Actinopus par F. O. Pickard-Cambridge en 1896.

## Étymologie
Cette espèce est nommée en l'honneur de Johann Natterer.

## Publication originale
- Ausserer, 1871 : « Beiträge zur Kenntniss der Arachniden-Familie der Territelariae Thorell (Mygalidae Autor). » Verhandllungen der Kaiserlich-Kongiglichen Zoologish-Botanischen Gesellschaft in Wien, vol. 21, p. 117-224 (texte intégral).